# Smeduccio I Smeducci

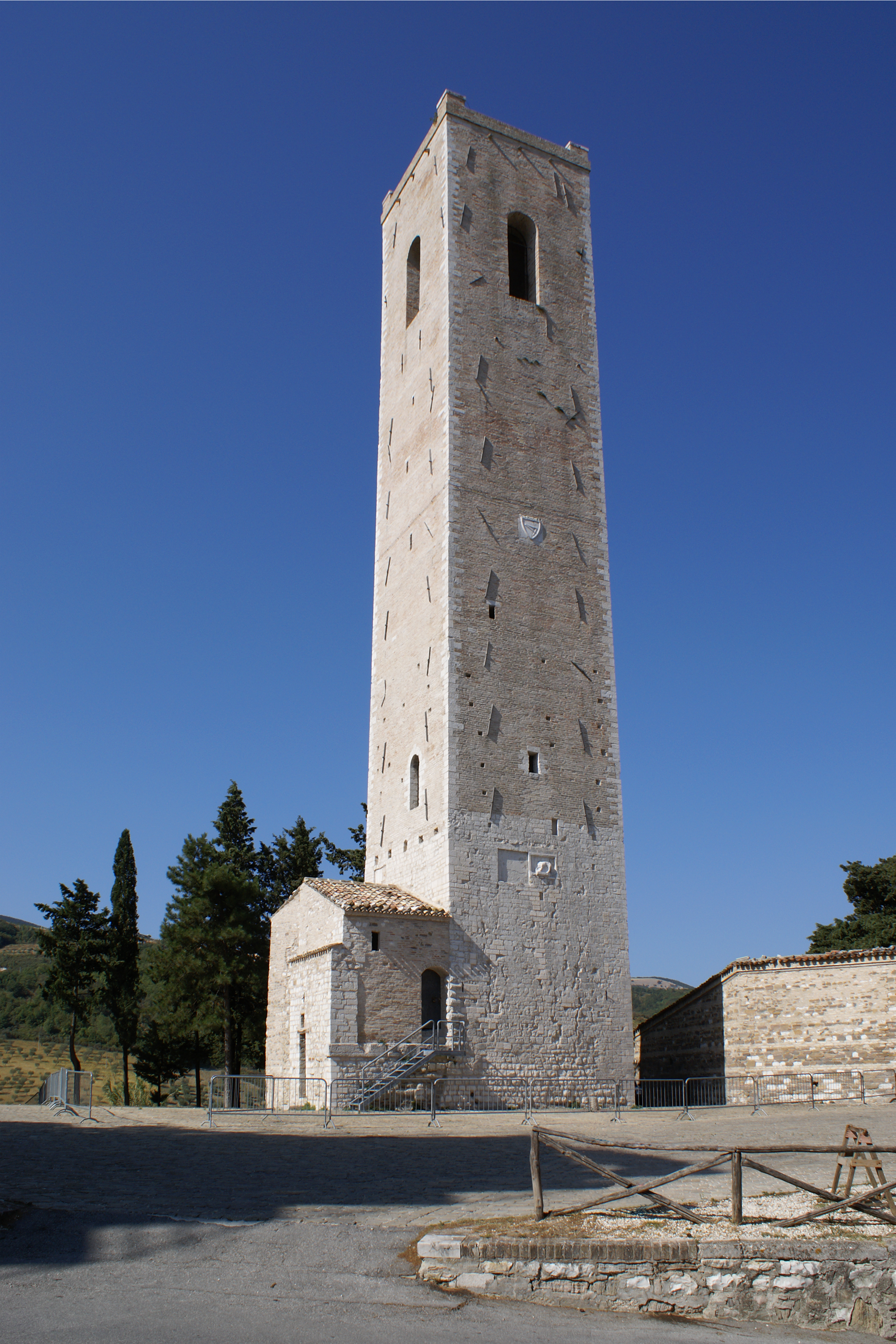
San Severino Marche, torre degli Smeducci

Smeduccio I Smeducci (Sanseverino, ... – 24 maggio 1372) è stato un condottiero italiano.

## Biografia

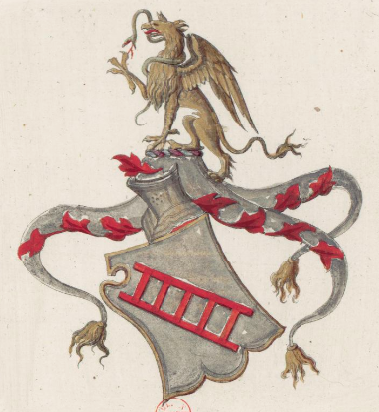
Stemma della famiglia Smeducci

Fidesmido, detto "Smeduccio", era figlio di Nuccio Smeducci e fu l'esponente principale della famiglia Smeducci, di parte guelfa.
Nel 1315 si trovò in Toscana a combattere contro Uguccione della Faggiola e contro i ghibellini di Fermo. Fu signore di Sanseverino, ma si dimostrò subito troppo duro nei confronti degli abitanti e nel 1339 venne cacciato dalla città. Parteggiò per l'imperatore Ludovico il Bavaro durante il suo soggiorno in Italia, sperando nella nomina di vicario imperiale di Sanseverino. All'occupazione di Sanseverino da parte dei Malatesta, Smeduccio strinse un'alleanza con l'arcivescovo Giovanni Visconti, signore di Milano, che avrebbe promesso di ripristinarlo nella signoria. Venuto a conoscenza che il papa intendeva spedire in Italia il cardinale Egidio Albornoz alla riconquista di alcuni territori, Smeduccio si alleò con i Malatesta, che ben presto abbandonò per parteggiare per l'Albornoz, guidandolo alla conquista di Faenza. Venne premiato per la sua fedeltà e intorno al 1359 ritornò in possesso di Sanseverino. La sua fama di condottiero spinse Perugia a nominarlo capitano generale delle sue truppe contro Siena, che non riuscì però a conquistare. Nel 1370 ottenne con bolla da papa Urbano V il vicariato di Sanseverino per dieci anni, compresi i suoi figli. Promosse l'istruzione a Sanseverino e fondò il convento dei Francescani. Morì nel 1372 e fu sepolto nella cattedrale, dove una lapide ne ricorda la data.

## Discendenza
Smeduccio ebbe quattro figli:
- Nicola (?-1375 circa), politico e uomo d'armi
- Anna
- Bartolomeo Smeducci (?-1399), uomo d'armi e capostipite del ramo di Cingoli (detto Cima della Scala), estinto nel 1668
- Stefano (?-1370), condottiero al servizio del cardinale Albornoz